# Эдхольм, Лоттен аф
Ловиса Кристина Шарлотта (Лоттен) аф Эдхольм, урождённая Хейне (швед. Lovisa Christina Charlotta (Lotten) af Edholm; 18 апреля 1839, Эребру — 12 июля 1930, Стокгольм) — шведская пианистка и композитор.

## Биография
Ловиса Кристина Шарлотта фон Хейне (Heijne) родилась в 1839 году в Эребру. Мать и гувернантка обучали девочку языкам, истории, арифметике, шитью, танцам и игре на фортепиано. С 1855 по 1860 год она брала уроки фортепианной игры у Германа Беренса. С 1859 года Лоттен начала выступать на публике.
В 1865 году Лоттен фон Хейне прибыла в Стокгольм. 20 октября 1867 года она вышла замуж за Эдварда Мартена аф Эдхолма. Лоттен была близка к придворным кругам; она была фрейлиной королевы Жозефины, а также принцесс Евгении и Терезы, которые стали её ближайшими подругами. Лоттен часто музицировала вместе с королевой Жозефиной и принцессами; они пели дуэты, квартеты и играли в четыре руки. Она также принимала участие в концертах, дававшихся при дворе, в качестве солистки и аккомпаниатора.
В 1865 году Лоттен, вместе с королевой-матерью и принцессами, начала принимать участие в деятельности шведского Красного Креста. С 1865 по 1906 год она была президентом этой организации. Кроме того, с 1876 года Лоттен устраивала кулинарные курсы для дам из высшего общества, которые посещали, в числе прочих, королева Жозефина, принцесса Евгения, кронпринцесса Виктория и принц Оскар. Позднее Лоттен проводила также курсы шитья и росписи по фарфору.
В 1919 году Лоттен аф Эдхольм опубликовала книгу мемуаров «Från barndom till ålderdom» («С детства до старости»), в которой много писала о роли музыки в своей жизни. У неё не было образования в области композиции, однако в мемуарах упоминаются многие её произведения, написанные для исполнения в концертах при дворе или по случаю каких-либо событий. Сохранившиеся пьесы её авторства представляют собой произведения для фортепиано.
Лоттен аф Эдхольм умерла в 1930 году в Стокгольме.